# 加斯托内·巴尔迪
加斯托内·巴尔迪（義大利語：Gastone Baldi，1901年5月14日—1971年6月18日），意大利男子足球运动员，司职中场。他曾代表意大利国奥队参加1924年夏季奥林匹克运动会足球比赛，获得第五名。